# Babi Potok
Babi Potok – potok, dopływ Pyszniańskiego Potoku. Ma źródło na wysokości 1780 m na północnych stokach Kamienistej w żlebie Babie Nogi w Tatrach Zachodnich. Jest to najwyżej położone źródło w całych polskich Tatrach Zachodnich. W korycie potoku znajdują się liczne progi skalne, a na nich niewielkie wodospady. W obrębie żlebu koryto wyżłobione jest w materiale akumulacyjnym, w którym potok często gubi wodę. Niżej potok spływa głębokim korytem pomiędzy Babim Grzbietem i Dolinczańskim Grzbietem. Opływa po wschodniej stronie Niżnią Pyszną Polanę i uchodzi do Pyszniańskiego Potoku jako jego prawy dopływ. Następuje to na wysokości 1205 m. Tuż przed ujściem potok traci wodę w morenie i stożku napływowym, wskutek czego odcinek ujściowy nie posiada powierzchniowego odwodnienia.
Jest to niewielki potok. Jego długość wynosi około 1,9 km, średni spadek 28,7%, powierzchnia zlewni 1,172 km². Cała zlewnia znajduje się w obrębie Doliny Pyszniańskiej, na niedostępnym dla turystów obszarze ochrony ścisłej „Pyszna, Tomanowa, Pisana”.